# U-652
El submarí alemany U-652 va ser un submarí tipus VIIC de la Kriegsmarine de l'Alemanya nazi durant la Segona Guerra Mundial. Al submarí se li va col·locar la quilla el 5 de febrer de 1940 a la drassana de Howaldtswerke d'Hamburg, avarat el 7 de febrer de 1941 i posat en servei el 3 d'abril de 1941 sota el comandament de l'Oberleutnant zur See Georg-Werner Fraatz.
Destinat a la 3a Flotilla de submarins amb base a Kiel, l'U-652 va completar el seu període d'entrenament el 30 de juny de 1941 i va ser assignat al servei de primera línia. El setembre de 1941 va estar involucrada en l'"Incident Greer", atacant i sent contraatacat pel suposadament neutral destructor nord-americà Greer (DD-145), un incident que va acostar els Estats Units a la guerra amb Alemanya. Com a resultat directe de l'incident del Greer, el president nord-americà Franklin D. Roosevelt va pronunciar un discurs l'11 de setembre de 1941 en què va confirmar que tots els vaixells nord-americans havien rebut l'ordre de disparar a la vista a tots els vaixells i submarins de l'Eix a la batalla de l'Atlàntic. L'U-652 va ser traslladat a la 29a Flotilla de submarins amb base a La Spezia, Itàlia, l'1 de gener de 1942. Va ser enfonsat el 2 de juny de 1942.

## Disseny
Els submarins alemanys de tipus VIIC van ser precedits pels submarins de tipus VIIB més curts. L'U-652 tenia un desplaçament de 769 tones (757 tones llargues) quan estava a la superfície i de 871 tones (857 tones llargues) mentre estava submergit. Tenia una longitud total de 67,10 m (220 peus 2 polzades), una longitud del casc a pressió de 50,50 m (165 peus 8 polzades), una mànega de 6,20 m (20 peus 4 polzades), una alçada de 9,60 m (31 peus 6 polzades) i un calat de 4,74 m (15 peus 7 polzades). El submarí estava propulsat per dos motors dièsel sobrealimentats de sis cilindres i quatre temps Germaniawerft F46, produint un total de 2.800 a 3.200 cavalls de potència (2.060 a 2.350 kW; 2.760 a 3.160 shp) per al seu ús a la superfície, dos motors elèctrics de doble efecte Siemens-Schuckert GU 343/38–8 que produïen un total de 750 cavalls de potència (75500 kW); shp) per utilitzar-lo submergit. Tenia dos eixos i dues hèlixs d'1,23 m (4 peus). El vaixell era capaç d'operar a profunditats de fins a 230 metres (750 peus).
El submarí tenia una velocitat màxima en superfície de 17,7 nusos (32,8 km/h; 20,4 mph) i una velocitat màxima submergida de 7,6 nusos (14,1 km/h; 8,7 mph). Quan estava submergit, el vaixell podia operar durant 80 milles nàutiques (150 km; 92 milles) a 4 nusos (7,4 km/h; 4,6 mph); mentre que a la superfície podia viatjar 8.500 milles nàutiques (15.700 km; 9.800 milles) a 10 nusos (19 km/h; 12 mph).
L'U-652 estava equipat amb cinc tubs de torpedes de 53,3 cm (21 polzades) (quatre muntats a la proa i un a la popa), catorze torpedes, un canó naval SK C/35 de 8,8cm (3,46 polzades), 220 projectils i un canó antiaeri C/30 de 2 cm (0,79 polzades). El vaixell tenia una tripulació de d'entre 44 i 60 oficials i mariners.

## Historial de servei

### Primera patrulla
L'U-652 va salpar de Kiel el 19 de juny de 1941 i va navegar cap a Bökfjord prop de Kirkenes, passant per la base naval d'Horten i Trondheim, arribant el 22 de juliol. La seva primera patrulla de combat va començar l'endemà, el 23 de juliol, patrullant la costa de la península de Kola. Allà el 6 d'agost a les 19:00 va torpedinar i enfonsar el vaixell d'enviament soviètic PS-70 de 558 GRT a set milles del cap Teriberka, a uns 50 quilòmetres (31 milles) a l'est de Murmansk. Els 12 supervivents de la tripulació de 57 persones van ser rescatats per embarcacions a motor enviades des de la costa propera. Aquest va ser el primer èxit de submarins a l'Àrtic.
L'U-boat va tornar a Kirkenes el 7 d'agost després de 16 dies al mar, i després de dos dies es va dirigir cap a Trondheim, arribant-hi el 13 d'agost.

### Segona patrulla
L'U-652 va partir de Trondheim el 23 d'agost de 1941 i es va dirigir cap a les aigües atlàntiques entre Groenlàndia i Islàndia.
Com a part de la llopada Grönland, a les 00:44 del 26 d'agost, l'U-boat va disparar tres torpedes contra un comboi naval britànic que circulava cap al sud-sud-est i va observar un impacte contra el minador auxiliar de 10.917 GRT HMS Southern Prince, que aviat es va aturar. Un altre torpede ha estat disparat contra el vaixell a les 00:53, però ha fallat. Els destructors HMS Lightning i Lamerton van navegar des de Scapa Flow per ajudar el vaixell avariat i el van escortar fins a The Minches. Va ser reparat a Belfast.
Com a part de la llopada Markgraf, el 10 de setembre a les 04:52 l'U-652 va disparar dos torpedes individuals contra els vaixells del comboi SC 42 al nord-est del cap Farewell, i va danyar dos vaixells britànics. El petrolier Tahchee de 6.508 TRB es va incendiar i va ser abandonat. Posteriorment, la tripulació va tornar a embarcar al vaixell i va aconseguir apagar el foc. El vaixell va ser remolcat fins a Reykjavík per l'HMCS Orillia i després de les reparacions va ser remolcat al Tyne, reparat i tornat al servei el novembre de 1942. El vaixell mercant Baron Pentland de 3.410 TRB va romandre a flotació a causa de la seva càrrega de fusta malgrat la popa trencada, però més tard va ser torpedinat i enfonsat per l'U-372 el 19 de setembre.

#### L' incident de Greer
El 4 de setembre de 1941, davant d'Islàndia, el destructor nord-americà Greer va rebre un senyal d'un bombarder britànic que hi havia un submarí alemany als voltants. El Greer va fer contacte amb el sonar i va perseguir l'U-652 a poca distància. L'avió va llançar quatre càrregues de profunditat, i poc després l'U-boat va disparar un torpede contra el vaixell de guerra dels Estats Units, potser creient que havia llançat l'atac. L'Oblt.z.S. Oblt.zS Fraatz també va identificar erròniament el destructor com "un dels 50 vaixells nord-americans que ara naveguen cap a Anglaterra". Es va produir una batalla de dues hores, durant la qual el Greer va llançar 19 càrregues de profunditat i l'U-boat va disparar un altre torpede, sense resultat. El President Roosevelt va utilitzar aquest esdeveniment en la seva campanya per convèncer els Estats Units d'anar a la guerra, i la "guerra no declarada" entre els submarins i les escortes nord-americanes va augmentar de manera espectacular.
L'U-652 va arribar a Lorient, França, el 18 de setembre després de 27 dies de patrulla.

### Tercera patrulla
L'U-652 va sortir de Lorient l'1 de novembre de 1941 i es va dirigir cap a l'Atlàntic mitjà, abans de navegar per l'estret de Gibraltar cap al mar Mediterrani. Allà, al sud de les illes Balears, el 9 de desembre va colpejar amb un sol torpede el vaixell mercant francès de Vichy de 1.595 TRB Saint Denis , que va enfonsar immediatament.
L'U-652 va arribar a Messina el 12 de desembre després de 42 dies al mar.

### Quarta patrulla
El submarí va sortir de Messina el 14 de desembre de 1941 i va navegar per Grècia cap al mar Egeu. Allà a les 21:34 del 19 de desembre va torpedinar el petroler soviètic Varlaam Avanesov de 6.557 TRB sense escolta, que es va enfonsar dues hores més tard a 2,5 milles del cap Babakale, província de Çanakkale, Turquia. Els supervivents van abandonar el vaixell en bots salvavides, van arribar a la costa turca i més tard van ser repatriats. L'U-boat va arribar a La Spezia l'1 de gener de 1942, on es va unir a la 29a Flotilla d'U-boat.

### Cinquena, sisena i setena patrulla
Després de navegar de La Spezia a Salamina a principis de febrer de 1942, l'U-652 va dur a terme dues patrulles curtes i sense incidents.

### Vuitena patrulla
Sortint de Salamina el 18 de març de 1942, l'U-652 es va dirigir cap a la costa del nord d'Àfrica. Allà el 20 de març a les 10:54 va disparar quatre torpedes contra el destructor britànic tipus II de la classe Hunt HMS Heythrop de 1.050 tones a unes 40 milles al nord-est de Bardia. Un torpede va colpejar el Heythrop, que va ser agafat a remolc per l'HMS Eridge cap a Tobruk, però es va enfonsar cinc hores després.

El 26 de març a les 02:27 l'U-boat va disparar quatre torpedes al destructor britànic de classe J HMS Jaguar de 1.690 tones al nord-est de Sollum. Dos dels torpedes van colpejar el vaixell a proa, que es va incendiar i es va enfonsar en poc temps. Del seu complement de 246 homes, només en van sobreviure 53.
L'U-652 va arribar a Pola el 31 de març de 1942.

### Novena patrulla
El submarino va sortir de Pola el 25 de maig de 1942 en la seva darrera patrulla i va tornar a la costa nord-africana. El 2 de juny de 1942, l'U-652 va ser greument danyat per les càrregues de profunditat llançades per un torpediner britànic Swordfish del 815 Esquadró Aeri Naval, i va ser enfonsat al golf de Sollum, a la posició 31° 55′ N, 25° 11′ E / 31.917°N,25.183°E, per torpedes de l'U-81. No hi va haver víctimes de la seva tripulació de 46 persones.

## Historial d'atacs
| Data                   | Nom                 | Nationalitat     | Tonatge (GRT) | Destí    |
| ---------------------- | ------------------- | ---------------- | ------------- | -------- |
| 6 d'agost de 1941      | PS-70               | Marina Soviètica | 558           | Enfonsat |
| 26 d'agost de 1941     | HMS Southern Prince | Royal Navy       | 10,917        | Danyat   |
| 10 de setembre de 1941 | Tahchee             | Regne Unit       | 6,508         | Danyat   |
| 10 de setembre de 1941 | Baron Pentland      | Regne Unit       | 3,410         | Danyat   |
| 9 de desembre de 1941  | Saint Denis         | França de Vichy  | 1,595         | Enfonsat |
| 19 de desembre de 1941 | Varlaam Avanesov    | Unió Soviètica   | 6,557         | Enfonsat |
| 20 de març de 1942     | HMS Heythrop        | Royal Navy       | 1,050         | Enfonsat |
| 26 de març de 1942     | HMS Jaguar          | Royal Navy       | 1,690         | Enfonsat |
| 26 de març de 1942     | Slavol              | Regne Unit       | 2,623         | Enfonsat |